# Coeriana endophaea
Coeriana endophaea là một loài bướm đêm trong họ Noctuidae.